# Rathaus metróállomás
Rathaus egy metróállomás Bécsben a bécsi metró U2-es vonalán.

## Szomszédos állomások
A metróállomáshoz az alábbi állomások vannak a legközelebb:
- Volkstheater
- Schottentor

## Átszállási kapcsolatok
Az U2/U5 metróberuházás miatt az U2-es metró 2021. májusa és 2024. december 6. között nem érintette ezt az állomást.
A jövőben az U2-es metró nem Karlsplatz felé, hanem Matzleinsdorfer Platz felé fog közlekedni.
| U2 (Karlsplatz ↔ Seestadt) |                        |                                |
| Állomás                    | Átszállási kapcsolatok | Fontosabb létesítmények        |
| Rathaus                    | 2                      | Városháza (Rathaus); Parlament |